# 이규한 (1890년)
이규한(李圭漢, 1890년 ~ ?)은 일제강점기의 관료이다.

## 생애
경기도 개성부가 원적지이자 출신지이다. 고향 개성에서 1906년에 사립학교인 개성학당을 졸업하였다. 학교 졸업 후 통감부 통신관리국에 채용되어 관계에 입문하였다.
1910년에 한일 병합 조약이 체결되어 조선총독부 관리로 이동하였다. 경기도 교하군과 파주군에서 군서기로 근무하였으며, 잠시 지병으로 사직하였다가 부천군, 포천군, 이천군에서 차례로 군속으로 일했다. 이 가운데 포천군과 이천군에서는 재무주임을 맡았다.
1930년 3월에 총독부 군수로 승진하여 경기도 양평군 군수가 되었고, 1935년까지 양평군수로 재임하다가 퇴직하였다. 이때 종7위 훈6등에 서위되어 있었다.
2008년 민족문제연구소가 발표한 친일인명사전 수록예정자 명단 중 관료 부문에 포함되었다.

## 참고자료
- 이규한(李圭漢) - 국사편찬위원회